# وودال (اکلاهما)
وودال(به انگلیسی: Woodall) شهری در ایالت اکلاهما کشور ایالات متحده آمریکا است که جمعیت آن در سرشماری سال ۲۰۱۰ میلادی، ۸۲۳ نفر بوده‌است.